# Bomolocha melanica
Bomolocha melanica är en fjärilsart som beskrevs av Shigero Sugi 1959. Bomolocha melanica ingår i släktet Bomolocha och familjen nattflyn. Inga underarter finns listade i Catalogue of Life.